# Franco Jara
Franco Jara (Villa Nueva, 15 de julio de 1988) es un futbolista argentino. Juega como delantero y su equipo actual es el Club Atlético Belgrano de la Liga Profesional Argentina.

## Trayectoria

### Arsenal de Sarandí
Surgió de la cantera de Arsenal de Sarandí, debutando en la Primera División de Argentina el 23 de mayo de 2008, de la mano del Director Técnico Gustavo Alfaro en el Apertura 2008. 
Su primer gol lo convirtió frente a Colón en el Clausura 2009 en un partido que terminó 1 a 1. Ya en el Apertura 2009 se logró consolidar en primera como titular, convirtiendo 6 goles y mostrándose como una de las revelaciones de ese campeonato.

### SL Benfica
En agosto del 2010, debutó oficialmente en el hasta entonces defensor del título de campeón de la liga de Portugal, el SL Benfica. Su equipo perdió 2-1 como local ante el Académica de Coimbra, pero Franco Jara marcó su primer gol para las Águilas, ingresó en el complemento y a los 7 minutos logró el gol del transitorio empate. Compartió equipo con Pablo Aimar, Javier Saviola y Nicolás Gaitán.
En la temporada 2010/2011, Jara convirtió en el SL Benfica: 6 goles por el torneo local y 2 por la UEFA Europa League. 

### Granada
Un año después de su llegada al Viejo Continente, fue cedido, sin cláusula de opción a compra al Granada Club de Fútbol, estimando el costo de su llegada al club Granada en alrededor de un millón de euros. El Granada volvía a Primera División, 35 años después de haber abandonado la categoría y Jara fue uno de sus refuerzos.
El sábado 5 de mayo de 2012 el Real Madrid Club de Fútbol visitó al Granada, estrenando su título número 32. El “Merengue” venía de golear al Athletic por 3 a 0 y consagrarse campeón, mientras que su rival de turno se encontraba en la 15.ª posición, el cotejo se disputó en Estadio Nuevo Los Cármenes. A los 4 minutos de iniciado el partido Jara convierte quizás el gol más importante de su carrera en el Viejo Continente, Marcelo Vieira se duerme, pierde el balón y Franco Jara recorre más de mediocampo para acabar marcando por bajo del portero Antonio Adán. Finalmente el Real termina ganando 2 a 1, pero el gol de Jara fue realmente una ráfaga de fútbol.

### San Lorenzo
En julio de 2012 acordó su incorporación a San Lorenzo de Almagro. Debutó en el "Torneo Inicial" de la Argentina, el 5 de agosto de 2012 en el Nuevo Gasómetro frente al Club Atlético San Martín (San Juan), siendo triunfo para los Gauchos de Boedo por 2 a 1 con un tanto de Jara a los 44 minutos del primer tiempo para decretar el gol. El 27 de mayo de 2013 anotó el gol N.º 600 de San Lorenzo de Almagro en el estadio Pedro Bidegain contra Unión en la victoria por 4-2.
A final de campeonato, finaliza su préstamo y los dirigentes de San Lorenzo de Almagro deciden que Jara no continúe en el club debido a su bajo rendimiento y por su mala relación con la hinchada del club de Boedo.

### Estudiantes de La Plata
En agosto de 2013 llega a Estudiantes de La Plata donde en dos temporadas jugó 24 partidos y marcó 4 goles. Aún es recordado el gol que le dio la victoria ante su clásico rival el 16 de marzo de 2014 en cancha de Gimnasia.

### Pachuca
El Pachuca Club de Fútbol de México anunció a Jara como su último refuerzo para el torneo Apertura 2015, portó durante cinco años la camiseta del equipo tuzo y fue campeón de Primera División en su segundo torneo. En la actualidad es el goleador histórico del equipo de la capital del estado mexicano de Hidalgo 

### FC Dallas
El Football Club Dallas hizo oficial la compra del delantero a inicios del 2020, en junio del mismo año se hizo oficial su traspasó.

### Belgrano
En enero de 2023 llega al Club Atlético Belgrano con un contrato hasta fines del mismo año. El 26 de junio convirtió su primer gol en la victoria 3 a 1 ante Banfield. Se consagró goleador, con 13 conquistas en 21 partidos, del Campeonato de Primera División 2024.

## Selección nacional

### Selección mayor
Debutó con la selección mayor en un partido amistoso disputado ante Costa Rica el 26 de enero de 2010, en San Juan, en donde logró marcar un gol en la victoria albiceleste por 3 a 2. El 3 de febrero volvió a jugar para los de Maradona en otro amistoso, esta vez frente a la Selección de Jamaica.
Volvió a ser citado por Diego Maradona para enfrentar el 5 de mayo a la selección de Haití en Cutral Có.

### Selección sub-21
Participó del Torneo Esperanzas de Toulon de 2009, en donde Argentina logró el tercer puesto, marcando el primer gol frente a Países Bajos en el primer partido del torneo.

### Goles internacionales
| # | Fecha      | Equipo              | Lugar               | Rival      | Gol | Resultado | Competición |
| - | ---------- | ------------------- | ------------------- | ---------- | --- | --------- | ----------- |
| 1 | 26-01-2010 | Selección Argentina | San Juan, Argentina | Costa Rica | 1   | 3-2       | Amistoso    |

## Clubes

### Estadísticas
Actualizado hasta su último partido disputado el 14 de diciembre de 2024.
| Club                              | Div.          | Temporada     | Liga  | Liga  | Liga   | Copas nacionales | Copas nacionales | Copas nacionales | Copas internacionales | Copas internacionales | Copas internacionales | Total | Total | Total  |
| Club                              | Div.          | Temporada     | Part. | Goles | Asist. | Part.            | Goles            | Asist.           | Part.                 | Goles                 | Asist.                | Part. | Goles | Asist. |
| --------------------------------- | ------------- | ------------- | ----- | ----- | ------ | ---------------- | ---------------- | ---------------- | --------------------- | --------------------- | --------------------- | ----- | ----- | ------ |
| Arsenal Argentina                 | 1.ª           | 2007-08       | 2     | 0     | 0      | —                | —                | —                | —                     | —                     | —                     | 2     | 0     | 0      |
| Arsenal Argentina                 | 1.ª           | 2008-09       | 12    | 2     | 1      | —                | —                | —                | 2                     | 0                     | 0                     | 16    | 2     | 1      |
| Arsenal Argentina                 | 1.ª           | 2009-10       | 34    | 7     | 3      | —                | —                | —                | —                     | —                     | —                     | 34    | 7     | 3      |
| Arsenal Argentina                 | Total club    | Total club    | 48    | 9     | 4      | 0                | 0                | 0                | 2                     | 0                     | 0                     | 50    | 9     | 4      |
| Benfica Portugal                  | 1.ª           | 2010-11       | 26    | 6     | 3      | 8                | 3                | 0                | 9                     | 2                     | 0                     | 43    | 11    | 3      |
| Benfica Portugal                  | 1.ª           | 2011-12       | 1     | 0     | 1      | —                | —                | —                | 1                     | 0                     | 0                     | 2     | 0     | 1      |
| Benfica Portugal                  | 1.ª           | 2014-15       | 2     | 0     | 0      | —                | —                | —                | —                     | —                     | —                     | 2     | 0     | 0      |
| Benfica Portugal                  | Total club    | Total club    | 29    | 6     | 4      | 8                | 3                | 0                | 10                    | 2                     | 0                     | 47    | 11    | 4      |
| Granada · España                  | 1.ª           | 2011-12       | 31    | 3     | 6      | 2                | 0                | 0                | —                     | —                     | —                     | 33    | 3     | 6      |
| Granada · España                  | Total club    | Total club    | 31    | 3     | 6      | 2                | 0                | 0                | 0                     | 0                     | 0                     | 33    | 3     | 6      |
| San Lorenzo Argentina             | 1.ª           | 2012-13       | 26    | 2     | 0      | 1                | 0                | 0                | —                     | —                     | —                     | 27    | 2     | 0      |
| San Lorenzo Argentina             | Total club    | Total club    | 26    | 2     | 0      | 1                | 0                | 0                | 0                     | 0                     | 0                     | 27    | 2     | 0      |
| Estudiantes de La Plata Argentina | 1.ª           | 2013-14       | 23    | 4     | 3      | 1                | 0                | 0                | —                     | —                     | —                     | 24    | 4     | 3      |
| Estudiantes de La Plata Argentina | Total club    | Total club    | 23    | 4     | 3      | 1                | 0                | 0                | 0                     | 0                     | 0                     | 24    | 4     | 3      |
| Olympiacos · Grecia               | 1.ª           | 2014-15       | 10    | 3     | 0      | 5                | 3                | 0                | —                     | —                     | —                     | 15    | 6     | 0      |
| Olympiacos · Grecia               | 1.ª           | 2015-16       | 2     | 0     | 0      | —                | —                | —                | —                     | —                     | —                     | 2     | 0     | 0      |
| Olympiacos · Grecia               | Total club    | Total club    | 12    | 3     | 0      | 5                | 3                | 0                | 0                     | 0                     | 0                     | 17    | 6     | 0      |
| Pachuca · México                  | 1.ª           | 2015-16       | 31    | 17    | 1      | 5                | 1                | 1                | —                     | —                     | —                     | 36    | 18    | 2      |
| Pachuca · México                  | 1.ª           | 2016-17       | 27    | 14    | 3      | 1                | 0                | 0                | 8                     | 6                     | 4                     | 36    | 20    | 7      |
| Pachuca · México                  | 1.ª           | 2017-18       | 22    | 4     | 2      | 7                | 3                | 1                | 3                     | 1                     | 1                     | 32    | 8     | 4      |
| Pachuca · México                  | 1.ª           | 2018-19       | 33    | 16    | 5      | 4                | 5                | 0                | —                     | —                     | —                     | 37    | 21    | 5      |
| Pachuca · México                  | 1.ª           | 2019-20       | 26    | 15    | 1      | 2                | 1                | 0                | —                     | —                     | —                     | 28    | 16    | 1      |
| Pachuca · México                  | Total club    | Total club    | 139   | 66    | 12     | 19               | 10               | 2                | 11                    | 7                     | 5                     | 169   | 83    | 19     |
| Dallas Estados Unidos             | 1.ª           | 2020          | 21    | 7     | 0      | —                | —                | —                | —                     | —                     | —                     | 21    | 7     | 0      |
| Dallas Estados Unidos             | 1.ª           | 2021          | 29    | 7     | 2      | —                | —                | —                | —                     | —                     | —                     | 29    | 7     | 2      |
| Dallas Estados Unidos             | 1.ª           | 2022          | 32    | 3     | 1      | 2                | 2                | 0                | —                     | —                     | —                     | 34    | 5     | 1      |
| Dallas Estados Unidos             | Total club    | Total club    | 82    | 17    | 3      | 2                | 2                | 0                | 0                     | 0                     | 0                     | 84    | 19    | 3      |
| Belgrano Argentina                | 1.ª           | 2023          | 19    | 1     | 1      | 7                | 2                | 0                | —                     | —                     | —                     | 26    | 3     | 1      |
| Belgrano Argentina                | 1.ª           | 2024          | 21    | 13    | 1      | 3                | 2                | 0                | 7                     | 3                     | 0                     | 31    | 18    | 1      |
| Belgrano Argentina                | 1.ª           | 2025          | 18    | 3     | 2      | 3                | 1                | 0                | 0                     | 0                     | 0                     | 21    | 4     | 2      |
| Belgrano Argentina                | Total club    | Total club    | 58    | 17    | 4      | 13               | 5                | 0                | 7                     | 3                     | 0                     | 78    | 25    | 4      |
| Total carrera                     | Total carrera | Total carrera | 448   | 127   | 36     | 51               | 23               | 2                | 30                    | 12                    | 5                     | 529   | 162   | 43     |
| 1. 2.                             |               |               |       |       |        |                  |                  |                  |                       |                       |                       |       |       |        |

### Selecciones nacionales
Actualizado hasta su último partido disputado el 1 de junio de 2011.
| Selección          | Año             | Amistosos | Amistosos | Amistosos | Eliminatorias | Eliminatorias | Eliminatorias | Continental | Continental | Continental | Mundial | Mundial | Mundial | Total | Total | Total  |
| Selección          | Año             | Part.     | Goles     | Asist.    | Part.         | Goles         | Asist.        | Part.       | Goles       | Asist.      | Part.   | Goles   | Asist.  | Part. | Goles | Asist. |
| ------------------ | --------------- | --------- | --------- | --------- | ------------- | ------------- | ------------- | ----------- | ----------- | ----------- | ------- | ------- | ------- | ----- | ----- | ------ |
| Sub-20 Argentina   | 2009            | 2         | 1         | 0         | —             | —             | —             | —           | —           | —           | —       | —       | —       | 2     | 1     | 0      |
| Sub-20 Argentina   | Total           | 2         | 1         | 0         | 0             | 0             | 0             | 0           | 0           | 0           | 0       | 0       | 0       | 2     | 1     | 0      |
| Absoluta Argentina | 2010            | 3         | 1         | 0         | —             | —             | —             | —           | —           | —           | —       | —       | —       | 3     | 1     | 0      |
| Absoluta Argentina | 2011            | 1         | 0         | 0         | —             | —             | —             | —           | —           | —           | —       | —       | —       | 1     | 0     | 0      |
| Absoluta Argentina | Total           | 4         | 1         | 0         | 0             | 0             | 0             | 0           | 0           | 0           | 0       | 0       | 0       | 4     | 1     | 0      |
| Total selección    | Total selección | 6         | 2         | 0         | 0             | 0             | 0             | 0           | 0           | 0           | 0       | 0       | 0       | 6     | 2     | 0      |
|                    |                 |           |           |           |               |               |               |             |             |             |         |         |         |       |       |        |

### Anotaciones destacadas
| Lista de partidos en los que anotó 3 goles o más | Lista de partidos en los que anotó 3 goles o más | Lista de partidos en los que anotó 3 goles o más | Lista de partidos en los que anotó 3 goles o más | Lista de partidos en los que anotó 3 goles o más | Lista de partidos en los que anotó 3 goles o más | Lista de partidos en los que anotó 3 goles o más | Lista de partidos en los que anotó 3 goles o más |
| N.º                                              | Fecha                                            | Estadio                                          | Partido                                          | Goles                                            | Resultado                                        | Competición                                      |                                                  |
| ------------------------------------------------ | ------------------------------------------------ | ------------------------------------------------ | ------------------------------------------------ | ------------------------------------------------ | ------------------------------------------------ | ------------------------------------------------ | ------------------------------------------------ |
| 1                                                | 12 de mayo de 2024                               | Julio César Villagra, Córdoba                    | Belgrano - Racing Club                           |                                                  | 4 - 4                                            | Primera División 2024                            |                                                  |

## Palmarés

### Campeonatos nacionales
| Título              | Club       | País     | Año     |
| ------------------- | ---------- | -------- | ------- |
| Taça da Liga        | Benfica    | Portugal | 2011-12 |
| Superliga de Grecia | Olympiacos | Grecia   | 2014-15 |
| Copa de Grecia      | Olympiacos | Grecia   | 2014-15 |
| Liga MX             | Pachuca    | México   | C-2016  |

### Campeonatos internacionales
| Título                           | Club    | Sede            | Año     |
| -------------------------------- | ------- | --------------- | ------- |
| Liga de Campeones de la Concacaf | Pachuca | Pachuca de Soto | 2016-17 |

### Otras distinciones
| Distinción                                              | Año  |
| ------------------------------------------------------- | ---- |
| Goleador de la Primera División de Argentina (13 goles) | 2024 |
| Once ideal de Primera División de Argentina             | 2024 |